# Lista siturilor arheologice din județul Prahova - T
Lista siturilor arheologice din județul Prahova - T conține toate siturile arheologice din județul Prahova înscrise în Repertoriul Arheologic Național (RAN) și aflate în localități al căror nume începe cu litera T. RAN este administrat de Ministerul Culturii și Patrimoniului Național și cuprinde date științifice, cartografice, topografice, imagini și planuri, precum și orice alte informații privitoare la zonele cu potențial arheologic, studiate sau nu, încă existente sau dispărute.
Puteți căuta un sit din localitățile care încep cu litera T folosind formularul de mai jos sau puteți naviga prin toate siturile din județ la Lista siturilor arheologice din județul Prahova.
| Cod RAN                                   | Denumire | Localitate                                   | Adresă                  | Datare                                       | Descoperit | Coordonate                                    | Imagine           | Erori            |
| ----------------------------------------- | --- | -------------------------------------------- | ----------------------- | -------------------------------------------- | ---------- | --------------------------------------------- | ----------------- | ---------------- |
| 135306.01.01 (Cod LMI: PH-I-s-B-16217)    | Cetatea Latene de la Tisa / ansamblu anonim (Categorie: locuire civilă) (Tip: Cetate)                                                                     | sat Tisa, comuna Sângeru                     |                         | geto-dacică sec. IV a. Chr. - sec. I p. Chr. |            |                                               | Încărcați imagine | Raportați eroare |
| 130927.02.01 (Cod LMI: PH-I-s-B-16215)    | Așezarea din epoca bronzului de la Târgșoru Vechi - "La moară" / ansamblu anonim (Categorie: locuire civilă) (Tip: Așezare)                               | sat Târgșoru Vechi, comuna Târgșoru Vechi    | La moară                | Tei                                          |            | 44°52′27″N 25°54′56″E / 44.87405°N 25.91545°E | Încărcați imagine | Raportați eroare |
| 130927.01 (Cod LMI: PH-I-s-A-16216)       | Situl arheologic de la Târgșoru Vechi - "La Mănăstire" / ansamblu anonim (Categorie: locuire)                                                             | sat Târgșoru Vechi, comuna Târgșoru Vechi    | La Mănăstire            |                                              |            |                                               | Încărcați imagine | Raportați eroare |
| 130927.01.05 (Cod LMI: PH-I-m-A-16216.10) | Situl arheologic de la Târgșoru Vechi - "La Mănăstire" / ansamblu anonim (Categorie: locuire) (Tip: Așezare)                                              | sat Târgșoru Vechi, comuna Târgșoru Vechi    | La Mănăstire            | Starčevo - Criș                              |            |                                               | Încărcați imagine | Raportați eroare |
| 130927.01.06 (Cod LMI: PH-I-m-A-16216.09) | Situl arheologic de la Târgșoru Vechi - "La Mănăstire" / ansamblu anonim (Categorie: locuire) (Tip: Așezare)                                              | sat Târgșoru Vechi, comuna Târgșoru Vechi    | La Mănăstire            | Boian                                        |            |                                               | Încărcați imagine | Raportați eroare |
| 130927.01.07 (Cod LMI: PH-I-m-A-16216.11) | Situl arheologic de la Târgșoru Vechi - "La Mănăstire" / ansamblu anonim (Categorie: locuire) (Tip: Așezare)                                              | sat Târgșoru Vechi, comuna Târgșoru Vechi    | La Mănăstire            | Gumelnița                                    |            |                                               | Încărcați imagine | Raportați eroare |
| 130927.01.08 (Cod LMI: PH-I-m-A-16216.08) | Situl arheologic de la Târgșoru Vechi - "La Mănăstire" / ansamblu anonim (Categorie: locuire) (Tip: Așezare)                                              | sat Târgșoru Vechi, comuna Târgșoru Vechi    | La Mănăstire            | Tei                                          |            |                                               | Încărcați imagine | Raportați eroare |
| 130927.01.09 (Cod LMI: PH-I-m-A-16216.08) | Situl arheologic de la Târgșoru Vechi - "La Mănăstire" / ansamblu anonim (Categorie: locuire) (Tip: Așezare)                                              | sat Târgșoru Vechi, comuna Târgșoru Vechi    | La Mănăstire            | Monteoru                                     |            |                                               | Încărcați imagine | Raportați eroare |
| 130927.01.10 (Cod LMI: PH-I-m-A-16216.06) | Situl arheologic de la Târgșoru Vechi - "La Mănăstire" / ansamblu anonim (Categorie: locuire) (Tip: Așezare)                                              | sat Târgșoru Vechi, comuna Târgșoru Vechi    | La Mănăstire            | Ferigile - Bârsești                          |            |                                               | Încărcați imagine | Raportați eroare |
| 130927.01.11 (Cod LMI: PH-I-m-A-16216.07) | Situl arheologic de la Târgșoru Vechi - "La Mănăstire" / ansamblu anonim (Categorie: locuire) (Tip: Așezare)                                              | sat Târgșoru Vechi, comuna Târgșoru Vechi    | La Mănăstire            | geto-dacică                                  |            |                                               | Încărcați imagine | Raportați eroare |
| 130927.01.12 (Cod LMI: PH-I-m-A-16216.04) | Situl arheologic de la Târgșoru Vechi - "La Mănăstire" / ansamblu anonim (Categorie: locuire) (Tip: Așezare)                                              | sat Târgșoru Vechi, comuna Târgșoru Vechi    | La Mănăstire            | sec. II                                      |            |                                               | Încărcați imagine | Raportați eroare |
| 130927.01.13 (Cod LMI: PH-I-m-A-16216.03) | Situl arheologic de la Târgșoru Vechi - "La Mănăstire" / ansamblu anonim (Categorie: locuire) (Tip: necropolă birituală)                                  | sat Târgșoru Vechi, comuna Târgșoru Vechi    | La Mănăstire            | sec. III-IV                                  |            |                                               | Încărcați imagine | Raportați eroare |
| 130927.01.14 (Cod LMI: PH-I-m-A-16216.02) | Situl arheologic de la Târgșoru Vechi - "La Mănăstire" / ansamblu anonim (Categorie: locuire) (Tip: Așezare)                                              | sat Târgșoru Vechi, comuna Târgșoru Vechi    | La Mănăstire            | sec. V - VII                                 |            |                                               | Încărcați imagine | Raportați eroare |
| 130927.01.15 (Cod LMI: PH-I-m-A-16216.01) | Situl arheologic de la Târgșoru Vechi - "La Mănăstire" / ansamblu anonim (Categorie: locuire) (Tip: Așezare fortificată)                                  | sat Târgșoru Vechi, comuna Târgșoru Vechi    | La Mănăstire            | sec. XV - XVIII                              |            |                                               | Încărcați imagine | Raportați eroare |
| 130927.01.15 (Cod LMI: PH-I-m-A-16216.01) | Situl arheologic de la Târgșoru Vechi - "La Mănăstire" / complex Biserica albă (Categorie: locuire) (Tip: biserică)                                       | sat Târgșoru Vechi, comuna Târgșoru Vechi    | La Mănăstire            | sec. XVI                                     |            |                                               | Încărcați imagine | Raportați eroare |
| 130927.01.16 (Cod LMI: PH-I-m-A-16216.05) | Situl arheologic de la Târgșoru Vechi - "La Mănăstire" / ansamblu anonim (Categorie: locuire) (Tip: Necropolă)                                            | sat Târgșoru Vechi, comuna Târgșoru Vechi    | La Mănăstire            | sec. II-III                                  |            |                                               | Încărcați imagine | Raportați eroare |
| 130927.01.01 (Cod LMI: PH-I-s-A-16216)    | Situl arheologic de la Târgșoru Vechi - "La Mănăstire" / ansamblu anonim (Categorie: locuire) (Tip: Necropolă)                                            | sat Târgșoru Vechi, comuna Târgșoru Vechi    | La Mănăstire            | sec. XIV - XIX                               |            |                                               | Încărcați imagine | Raportați eroare |
| 130927.01.02 (Cod LMI: PH-I-s-A-16216)    | Situl arheologic de la Târgșoru Vechi - "La Mănăstire" / ansamblu anonim (Categorie: locuire) (Tip: Castru)                                               | sat Târgșoru Vechi, comuna Târgșoru Vechi    | La Mănăstire            | sec. II                                      |            |                                               | Încărcați imagine | Raportați eroare |
| 130927.01.03 (Cod LMI: PH-I-s-A-16216)    | Situl arheologic de la Târgșoru Vechi - "La Mănăstire" / ansamblu anonim (Categorie: locuire) (Tip: așezare)                                              | sat Târgșoru Vechi, comuna Târgșoru Vechi    | La Mănăstire            | Dridu sec. VIII - X                          |            |                                               | Încărcați imagine | Raportați eroare |
| 130927.01.04 (Cod LMI: PH-I-s-A-16216)    | Situl arheologic de la Târgșoru Vechi - "La Mănăstire" / ansamblu anonim (Categorie: locuire) (Tip: așezare)                                              | sat Târgșoru Vechi, comuna Târgșoru Vechi    | La Mănăstire            |                                              |            |                                               | Încărcați imagine | Raportați eroare |
| 135903.01.01 (Cod LMI: PH-I-s-B-16218)    | Așezarea Boian de la Tomșani - Stația CFR / ansamblu anonim (Categorie: locuire civilă) (Tip: Așezare)                                                    | sat Tomșani, comuna Tomșani                  | Stația CFR              | Boian                                        |            | 44°57′13″N 26°18′04″E / 44.95367°N 26.30101°E | Încărcați imagine | Raportați eroare |
| 130927.04.01                              | Situl Ruinele Bisericii Roșii din Târgșoru Vechi / ansamblu Ruinele Bisericii "Roșii" (Categorie: structură de cult/religioasă) (Tip: Biserică)           | sat Târgșoru Vechi, comuna Târgșoru Vechi    |                         | 1578-1579                                    |            |                                               | Încărcați imagine | Raportați eroare |
| 130927.03.01                              | Situl arheologic de la Târgșoru Vechi-Proprietatea Danielescu / ansamblu anonim (Categorie: locuire civilă) (Tip: așezare)                                | sat Târgșoru Vechi, comuna Târgșoru Vechi    | Proprietatea Danielescu | Sântana de Mureș - Cerneahov                 |            |                                               | Încărcați imagine | Raportați eroare |
| 130927.03.02                              | Situl arheologic de la Târgșoru Vechi-Proprietatea Danielescu / ansamblu anonim (Categorie: locuire civilă) (Tip: așezare)                                | sat Târgșoru Vechi, comuna Târgșoru Vechi    | Proprietatea Danielescu | sec. V - VII                                 |            |                                               | Încărcați imagine | Raportați eroare |
| 130927.03.03                              | Situl arheologic de la Târgșoru Vechi-Proprietatea Danielescu / ansamblu anonim (Categorie: locuire civilă) (Tip: așezare)                                | sat Târgșoru Vechi, comuna Târgșoru Vechi    | Proprietatea Danielescu | sec. XV - XVI                                |            |                                               | Încărcați imagine | Raportați eroare |
| 136125.01.01                              | Așezarea getică de la Trăisteni - Dealul Gherghelău / ansamblu anonim (Categorie: așezare) (Tip: așezare)                                                 | sat Trăisteni, comuna Valea Doftanei         | Dealul Gherghelău       | geto-dacică                                  | 2009       |                                               | Încărcați imagine | Raportați eroare |
| 135690.01.01                              | Situl arheologic de la Tătaru - Dealul Ciortea / ansamblu anonim (Categorie: locuire) (Tip: așezare)                                                      | sat Tătaru, comuna Tătaru                    | Ciortea                 | Latene sec. IV-II î.Hr.                      | 2006       |                                               | Încărcați imagine | Raportați eroare |
| 135690.02.01                              | Așezarea de epoca bronzului de la Tătaru / ansamblu anonim (Categorie: locuire) (Tip: așezare)                                                            | sat Tătaru, comuna Tătaru                    |                         |                                              | 2006       |                                               | Încărcați imagine | Raportați eroare |
| 132128.01.01                              | Tumulul de la Târgșorul Nou - La Pădure / ansamblu anonim (Categorie: descoperire funerară) (Tip: Tumul)                                                  | sat Târgșoru Nou, comuna Ariceștii Rahtivani | La Pădure               |                                              | 2010       |                                               | Încărcați imagine | Raportați eroare |
| 135903.02.01                              | Tell-ul de la Tomsani - la NE de Tomșani / ansamblu anonim (Categorie: locuire) (Tip: Tell)                                                               | sat Tomșani, comuna Tomșani                  | la NE de Tomșani        | Gumelnița                                    | 2010       | 44°57′08″N 26°17′56″E / 44.95222°N 26.29889°E | Încărcați imagine | Raportați eroare |
| 135903.03.01                              | Tumulul de la Tomșani - La Via Boierului / ansamblu anonim (Categorie: descoperire funerară) (Tip: Tumul)                                                 | sat Tomșani, comuna Tomșani                  | La Via Boierului        |                                              | 2010       | 44°56′39″N 26°18′09″E / 44.94417°N 26.3025°E  | Încărcați imagine | Raportați eroare |
| 135903.04.01                              | Tumulul de la Tomșani - Izlaz Brătieni / ansamblu anonim (Categorie: descoperire funerară) (Tip: Tumul)                                                   | sat Tomșani, comuna Tomșani                  | Izlaz Brătieni          |                                              | 2010       | 44°56′27″N 26°18′14″E / 44.94083°N 26.30389°E | Încărcați imagine | Raportați eroare |
| 130927.07.01                              | Tumulul de la Târgșorul Vechi-Câmp / ansamblu anonim (Categorie: descoperire funerară) (Tip: Tumul)                                                       | sat Târgșoru Vechi, comuna Târgșoru Vechi    | Câmp                    |                                              | 2010       | 44°53′33″N 25°56′22″E / 44.8925°N 25.93944°E  | Încărcați imagine | Raportați eroare |
| 132128.03.01                              | Tumulul de la Târgșorul Nou - Intrarea în sat 2 / ansamblu Tumulul de la Târgșorul Nou - Intrarea în sat 2 (Categorie: descoperire funerară) (Tip: Tumul) | sat Târgșoru Nou, comuna Ariceștii Rahtivani | Intrarea în sat 2       |                                              | 2012       | 44°55′14″N 25°52′39″E / 44.92056°N 25.8775°E  | Încărcați imagine | Raportați eroare |
| 132128.02.01                              | Tumulul de la Târgșorul Nou - Intrarea în sat / ansamblu anonim (Categorie: descoperire funerară) (Tip: Tumul)                                            | sat Târgșoru Nou, comuna Ariceștii Rahtivani | Intrarea în sat         | Yamnaja                                      | 2012       | 44°55′10″N 25°52′28″E / 44.91945°N 25.87444°E | Încărcați imagine | Raportați eroare |
| 136125.02.01                              | Așezarea medievală de la Găgeni / ansamblu anonim (Categorie: locuire) (Tip: așezare)                                                                     | sat Trăisteni, comuna Valea Doftanei         |                         |                                              | 2011       | 45°02′37″N 25°59′05″E / 45.04361°N 25.98472°E | Încărcați imagine | Raportați eroare |
| 130927.08.01                              | Tumulul de la Târgșorul Vechi - La Câmp / ansamblu anonim (Categorie: descoperire funerară) (Tip: Tumul)                                                  | sat Târgșoru Vechi, comuna Târgșoru Vechi    | La Câmp                 |                                              | 2011       | 44°52′49″N 25°54′15″E / 44.88028°N 25.90417°E | Încărcați imagine | Raportați eroare |
| 130927.09.01                              | Tumulul de la Târgșorul Vechi - La Câmp 2 / ansamblu anonim (Categorie: descoperire funerară) (Tip: Tumul)                                                | sat Târgșoru Vechi, comuna Târgșoru Vechi    | La Câmp 2               |                                              | 2011       | 44°52′54″N 25°52′57″E / 44.88167°N 25.8825°E  | Încărcați imagine | Raportați eroare |
| 133713.02.01                              | Situl arheologic de la Tohani - La Dumbravă / ansamblu anonim (Categorie: așezare) (Tip: așezare)                                                         | sat Tohani, comuna Gura Vadului              | La Dumbravă             | Starčevo - Criș                              | 2012       | 45°03′55″N 26°25′41″E / 45.06528°N 26.42805°E | Încărcați imagine | Raportați eroare |
| 133713.02.02                              | Situl arheologic de la Tohani - La Dumbravă / ansamblu anonim (Categorie: așezare) (Tip: așezare)                                                         | sat Tohani, comuna Gura Vadului              | La Dumbravă             | liniar ceramic                               | 2012       | 45°03′55″N 26°25′41″E / 45.06528°N 26.42805°E | Încărcați imagine | Raportați eroare |
| 133713.02.04                              | Situl arheologic de la Tohani - La Dumbravă / ansamblu anonim (Categorie: așezare) (Tip: Așezare)                                                         | sat Tohani, comuna Gura Vadului              | La Dumbravă             | Stoicani - Aldeni                            | 2012       | 45°03′55″N 26°25′41″E / 45.06528°N 26.42805°E | Încărcați imagine | Raportați eroare |
| 133713.02.03                              | Situl arheologic de la Tohani - La Dumbravă / ansamblu anonim (Categorie: așezare) (Tip: Așezare)                                                         | sat Tohani, comuna Gura Vadului              | La Dumbravă             | Boian                                        | 2012       | 45°03′55″N 26°25′41″E / 45.06528°N 26.42805°E | Încărcați imagine | Raportați eroare |